# ② ℃-ute Shinsei Naru Best Album
② ℃-ute Shinsei Naru Best Album (②℃-ute神聖なるベストアルバム Ni Kyūto Shinseinaru Besuto Arubamu?, 2 ℃-ute Compilación Divina) es el 2º best album de ℃-ute, con sus propios covers. Fue lanzado el 21 de noviembre de 2012 en las ediciones Regular, Limited A y Limited B. Ambas ediciones limitadas vienen con un DVD extra, y la edición regular viene con una de las cinco cartas coleccionables con un miembro de ℃-ute.

## Fondo
El álbum es principalmente una recopilación de las canciones de éxito de ℃-ute. Las canciones más antiguas fueron remezcladas con nuevas pistas vocales, algunas fueron arregladas. El álbum también contiene una nueva canción, titulada "Daisuki no Imi o Oshiete".

## Lista de canciones

### CD
| N.º | Título                                                                                           | Duración |  |
| 1.  | «Massara Blue Jeans (2012 Shinsei Naru Ver.)»                                                    |          |  |
| 2.  | «Soku Dakishimete (2012 Shinsei Naru Ver.)»                                                      |          |  |
| 3.  | «Ooki na Ai de Motenashite (2012 Shinsei Naru Ver.) - Nakajima Saki, Hagiwara Mai»               |          |  |
| 4.  | «Wakkyanai (Z) (2012 Shinsei Naru Ver.)»                                                         |          |  |
| 5.  | «Sakura Chirari (2012 Shinsei Naru Ver.)»                                                        |          |  |
| 6.  | «JUMP (2012 Shinsei Naru Ver.)»                                                                  |          |  |
| 7.  | «Tokaikko Junjou (2012 Shinsei Naru Ver.)»                                                       |          |  |
| 8.  | «LALALA Shiawase no Uta (2012 Shinsei Naru Ver.) - Yajima Maimi, Okai Chisato»                   |          |  |
| 9.  | «Namida no Iro (2012 Shinsei Naru Ver.)»                                                         |          |  |
| 10. | «Edo no Temari Uta II (2012 Shinsei Naru Ver.) - Suzuki Airi»                                    |          |  |
| 11. | «Seishun Song (2012 Shinsei Naru Ver.)»                                                          |          |  |
| 12. | «Dance de Bakoon!»                                                                               |          |  |
| 13. | «Kiss me Aishiteru»                                                                              |          |  |
| 14. | «Sekaiichi HAPPY na Onna no Ko»                                                                  |          |  |
| 15. | «Kimi wa Jitensha Watashi wa Densha de Kitaku»                                                   |          |  |
| 16. | «"Daisuki" no Imi wo Oshiete! (「大好き」の意味を教えて!; Enséñame el significado de "te amo"!)» |          |  |

### Edición Limitada A DVD
| N.º | Título                                            | Duración |  |
| 1.  | «Massara Blue Jeans (2012 Shinsei Naru Ver.)»     |          |  |
| 2.  | «Soku Dakishimete (2012 Shinsei Naru Ver.)»       |          |  |
| 3.  | «Ooki na Ai Motenashite (2012 Shinsei Naru Ver.)» |          |  |
| 4.  | «Wakkyanai (Z) (2012 Shinsei Naru Ver.)»          |          |  |
| 5.  | «Sakura Chirari (2012 Shinsei Naru Ver.)»         |          |  |
| 6.  | «Tokkaiko Junjou (2012 Shinsei Naru Ver.)»        |          |  |
| 7.  | «LALALA Shiawase no Uta (2012 Shinsei Naru Ver.)» |          |  |
| 8.  | «Namida no Iro (2012 Shinsei Naru Ver.)»          |          |  |
| 9.  | «Edo no Temari Uta II (2012 Shinsei Naru Ver.)»   |          |  |
| 10. | «Kanashiki Heaven (Music Video)»                  |          |  |
| 11. | «Kanashiki Heaven (910 LIVE Ver.)»                |          |  |

## Miembros Presentes
- Maimi Yajima
- Saki Nakajima
- Airi Suzuki
- Chisato Okai
- Mai Hagiwara